# 日本国憲法第14条
日本国憲法 第14条（にほんこく〈にっぽんこく〉けんぽう だい14じょう）は、日本国憲法の第3章にある条文で、法の下の平等（差別のない状態）、貴族の禁止、栄典について規定している。平等権に関して規定しているとも言われる。

## 条文
日本国憲法第14条 - e-Gov法令検索

第十四条
1. すべて国民は、法の下に平等であつて、人種、信条、性別、社会的身分又は門地により、政治的、経済的又は社会的関係において、差別されない。
2. 華族その他の貴族の制度は、これを認めない。
3. 栄誉、勲章その他の栄典の授与は、いかなる特権も伴はない。栄典の授与は、現にこれを有し、又は将来これを受ける者の一代に限り、その効力を有する。

## 解説
本条は、いわゆる法の下の平等（5つの人権の一つである平等権）について規定するものである。
基本的人権の尊重とあいまって、日本国憲法の理念の一つを構成するものであり、基本的人権の尊重が、各人が有する権利の本来的保障を意味するのに対し、法の下の平等は、他者との比較においても十分な権利を保障することを企図するものである。
本条第1項にいう「門地」とは、家柄ないしは血統を意味するものと考えられている。
日本で明治維新後に大名、公家などを母体に誕生した華族などの世襲貴族階級の存在を認めていない。叙勲等の栄典を授与することを否定するものではないが、これが特権的地位ないしは世襲的地位をもたらさない限り認めるものとしている。天皇・皇族は本条に対する明文の例外規定である憲法第1章の存在により、適用範囲外となる。また、民法の規定により、天皇の姻族も存在するが、天皇の姻族は貴族には当たらない。なお、門地による差別を禁止している関係上、「政治家の子息である」という「門地」による「公職政治家への立候補制限」を法律で制定することは「門地による差別を禁止」している憲法に違反するとして、世襲政治家規制への反対論者に援用される条文でもある。
日本国憲法の制定過程において、GHQ草案や憲法改正草案要綱の段階では、存命の華族一代の間はその栄爵を認める形になっており、自ら男爵でもあった幣原喜重郎首相もこの条項に強いこだわりを見せていた。ほか、昭和天皇は幣原に対して「堂上華族だけは残す訳にいかないか」と発言しており、日本国政府では「1.天皇の皇室典範改正の発議権の留保」「2.華族廃止については、堂上華族だけは残す」という2点について、アメリカ合衆国と交渉すべきか議論が行われたが、岩田宙造司法大臣から「今日の如き大変革の際、かかる点につき、陛下の思召として米国側に提案を為すは内外に対して如何と思う」との反対意見が出され、他の閣僚も同調したことから、「致方なし」として断念された。
また当時日本には皇族に準じる存在として、旧大韓帝国皇族の王公族が存在した。王公族が憲法条文上の「貴族」に該当するかについては議論があり、外務省条約局長萩原徹は、王公族を貴族と解釈するには若干の疑問があるとし、さらに「王公族は皇族にしてしまうか、又は皇族に準じた地位を与えてもよいのではあるまいか」と述べている。結果的に王公族は華族と同時に廃止されることとなるが、新城道彦は憲法の規定が原因ではなく『外国人登録令』により、朝鮮が本籍であった王公族が外国人扱いになったためではないかとしている。
結局、華族制度は衆議院で即時廃止に修正し可決（芦田修正のひとつ）、貴族院も衆議院で可決された原案通りでこれを可決した。1947年（昭和22年）5月2日、皇室令「皇室令及附属法令廃止ノ件」により、華族の身分を定めた華族令、王公族の身分を定めた王公家軌範と朝鮮貴族の身分を定めた朝鮮貴族令が廃止され、これらの身分は法律上姿を消した。
「法の下に平等」の意味には法適用平等説、法内容平等説（立法者拘束説）の考え方があり、平等の意味は絶対的平等とする説、相対的平等とする説がある。また、「人種、信条、性別、社会的身分又は門地」を限定列挙と捕らえる説、例示列挙とする説がある。
最高裁判所の判例は、「憲法14条1項は、国民に対し、法の下の平等を保障したものであり、同項後段の列挙事由は例示的なものであって、必ずしもそれに限るものではないと解するのが相当である」とする。また、「この平等の要請は、事柄の性質に即応した合理的な根拠に基づくものでないかぎり、差別的な取扱いをすることを禁止する趣旨と解すべき」とす。
日本国憲法は自由主義の哲学に立脚しており、原則的には「機会の平等」を求めており、「結果の平等」は求めていない。結果の平等を追求していけば社会主義になるが、日本国憲法はその哲学は採用していないとされる。
日本国憲法は絶対的な平等は保障しておらず、合理的な差別は許容しているとされる。差別的取り扱いをすることに合理的根拠があればいいとされ、
昭和39年5月27日の最高裁判所の判例でも「右各法条は、国民に対し絶対的な平等を保障したものではなく、差別すべき合理的な理由なくして差別することを禁止している趣旨と解すべきであるから、事柄の性質に即応して合理的と認められる差別的取扱をすることは、なんら右各法条の否定するところではない。」との見解を示している 。

## 沿革

### 大日本帝国憲法
東京法律研究会 p. 7

第十九條日本臣民ハ法律命令ノ定ムル所󠄁ノ資󠄁格ニ應シ均ク文󠄁武官ニ任セラレ及󠄁其ノ他ノ公󠄁務ニ就クコトヲ得

### マッカーサー三原則（マッカーサー・ノート）
マッカーサー3原則（「マッカーサーノート」） 1946年2月3日、国立国会図書館「日本国憲法の誕生」。
訳文は、「高柳賢三ほか編著『日本国憲法制定の過程：連合国総司令部側の記録による I』有斐閣、1972年、99頁」を参照。

3. 日本の封建制度は廃止される。貴族の権利は、皇族を除き、現在生存する者一代以上には及ばない。華族の地位は、今後どのような国民的または市民的な政治権力を伴うものではない。予算の型は、イギリスの制度に倣うこと。

The feudal system of Japan will cease.No rights of peerage except those of the Imperial family will extend beyond the lives of those now existent.No patent of nobility will from this time forth embody within itself any National or Civic power of government.Pattern budget after British system.

### GHQ草案
「GHQ草案」、国立国会図書館「日本国憲法の誕生」。

#### 日本語
第十三条
一切ノ自然人ハ法律上平等ナリ政治的、経済的又ハ社会的関係ニ於テ人種、信条、性別、社会的身分、階級又ハ国籍起源ノ如何ニ依リ如何ナル差別的待遇モ許容又ハ黙認セラルルコト無カルヘシ
爾今以後何人モ貴族タルノ故ヲ以テ国又ハ地方ノ如何ナル政治的権力ヲモ有スルコト無カルヘシ
皇族ヲ除クノ外貴族ノ権利ハ現存ノ者ノ生存中ヲ限リ之ヲ廃止ス
栄誉、勲章又ハ其ノ他ノ優遇ノ授与ニハ何等ノ特権モ附随セサルヘシ又右ノ授与ハ現ニ之ヲ有スル又ハ将来之ヲ受クル個人ノ生存中ヲ限リ其ノ効力ヲ失フヘシ
第十六条
外国人ハ平等ニ法律ノ保護ヲ受クル権利ヲ有ス

#### 英語
Article XIII.
All natural persons are equal before the law. No discrimination shall be authorized or tolerated in political, economic or social relations on account of race, creed, sex, social status, caste or national origin.
No patent of nobility shall from this time forth embody within itself any national or civic power of government.
No rights of peerage except those of the Imperial dynasty shall extend beyond the lives of those now in being.
No special privilege shall accompany any award of honor, decoration or other distinction; nor shall any such award be valid beyond the lifetime of the individual who now holds or hereafter may receive it.
Article XVI.
Aliens shall be entitled to the equal protection of law.

### 憲法改正草案要綱
「憲法改正草案要綱」、国立国会図書館「日本国憲法の誕生」。

第十三
凡ソ人ハ法ノ下ニ平等ニシテ人種、信条、性別、社会的地位、又ハ門地ニ依リ政治的、経済的又ハ社会的関係ニ於テ差別ヲ受クルコトナキコト
将来何人ト雖モ華族タルノ故ヲ以テ国又ハ地方公共団体ニ於テ何等ノ政治的権力ヲモ有スルコトナク華族ノ地位ハ現存ノ者ノ生存中ニ限リ之ヲ認ムルコトトシ栄誉、勲章又ハ其ノ他ノ栄典ノ授与ニハ何等ノ特権ヲ伴フコトナク此等ノ栄典ノ授与ハ現ニ之ヲ有シ又ハ将来之ヲ受クル者ノ一代ニ限リ其ノ効力ヲ有スベキコト

### 憲法改正草案
「憲法改正草案」、国立国会図書館「日本国憲法の誕生」。

第十三条
すべて国民は、法の下に平等であつて、人種、信条、性別、社会的身分又は門地により、政治的、経済的又は社会的関係において、差別を受けない。
華族その他の貴族の制度は、これを認めない。
栄誉、勲章その他の栄典の授与は、いかなる特権も伴はない。栄典の授与は、現にこれを有し、又は将来これを受ける者の一代に限り、その効力を有する。
第九十七条
この憲法施行の際現に華族その他の貴族の地位にある者については、その地位は、その生存中に限り、これを認める。但し、将来、華族その他の貴族たることにより、いかなる政治的権力も有しない。

## 関連訴訟・判例
- 最大判昭和33年10月15日[9] - 地域による条例等の差異と憲法14条
  - 憲法が各地方公共自治体の条例制定権を認める以上、地域によって差異が生ずることは当然予期されるから、このような差別は憲法自らが容認するところであり、そのような差異が生じても憲法に反しない。
- 尊属殺重罰規定違憲判決（最大判昭和48年4月4日） - 違憲
  - 被告人は自身を長年脅迫、性的虐待にまで及んだ実父を絞殺。警察に自首した。
  - 争点：刑法第200条（尊属殺人）は、憲法第14条第1項に違反しているかどうか。（尊属殺人の法定刑は死刑または無期懲役で、当時の普通殺人の死刑または無期懲役もしくは3年以上の懲役に比べ、厳しい刑のみしか選択ができない規定となっていた。）
  - 刑法第200条は憲法第14条第1項に違反して無効であるとし、原判決を破棄し自判、刑法第199条（殺人）を適用（被告人は懲役2年6か月、執行猶予3年）
    - 1995年、条文の口語化による刑法全面改正の際に刑法第200条は削除された。
- 衆議院議員定数不均衡事件（最大判昭和51年4月14日）[10] - 一票の格差訴訟
- 日産自動車事件（最三判昭和56年3月24日） - 原告勝訴
  - 女子の定年を、男子よりも5歳若く定めた男女別定年制の適法性
  - 民法第90条の公序良俗違反により無効と判断（間接適用）
- 堀木訴訟（最大判昭和57年7月7日）憲法13条、憲法25条
  - 障害福祉年金と児童扶養手当の併給禁止規定の合憲性が争われた
- サラリーマン税金訴訟（最大判昭和60年3月27日）
  - 租税法の分野における所得の性質の違い等を理由とする取扱いの区別は、その立法目的が正当であり、かつ当該立法において具体的に採用された区別の対応がその目的との関連で著しく不合理であることが明らかでない限り、その合理性を否定できず、憲法14条1項に反しない。
  - 給与所得者に対して実額控除を認めない所得税法の規定は憲法14条1項に反しない。
- 最大判平成12年9月6日[11] - 公職選挙法14条、公職選挙法別表第3
- 東京都管理職選考試験事件（最大判平成17年1月26日）
  - 普通地方公共団体に採用した在留外国人の処遇につき合理的な理由に基づいて日本国民と異なる取扱いをすることは憲法14条1項に反しない。
  - 管理職の任用にあたり、外国人が就任することが想定されていない公権力行使等地方公務員とこれに昇任するのに必要な職務経験を積むために経るべき職とを包含する一体的な管理職の任用制度を構築して日本国民である職員に限って管理職に昇任することができることとする措置を執ることは合理的な理由に基づいて日本国民である職員と在留外国人である職員とを区別するものであり、上記の措置は労働基準法3条にも憲法14条1項にも違反するものではない。
- 在外日本人選挙権訴訟（最大判平成17年9月14日）
- 婚外子国籍訴訟（最大判平成20年6月4日）
  - 国籍法3条1項の規定のうち、準正要件を定める部分は憲法14条1項に違反し、無効とした。
- 婚外子相続差別訴訟（最大決平成25年9月4日）
  - 非嫡出子の法定相続分を嫡出子の2分の1とする民法900条の規定について、憲法14条1項に反すると判示し、従来の判例[12] を変更した。